# Abbenans
Abbenans est une commune française située dans le département du Doubs, la région culturelle et historique de Franche-Comté et la région administrative Bourgogne-Franche-Comté.

## Géographie

### Géologie
Le territoire communal repose sur un lambeau du bassin houiller keupérien de Haute-Saône.

### Hydrographie
Le ruisseau de Peute-Vue est le principal cours d'eau de la commune.

### Climat
Pour des articles plus généraux, voir Climat de la Bourgogne-Franche-Comté et Climat du Doubs.
En 2010, le climat de la commune est de type climat de montagne, selon une étude du Centre national de la recherche scientifique s'appuyant sur une série de données couvrant la période 1971-2000. En 2020, Météo-France publie une typologie des climats de la France métropolitaine dans laquelle la commune est exposée à un climat semi-continental et est dans une zone de transition entre les régions climatiques « Lorraine, plateau de Langres, Morvan » et « Jura ».
Pour la période 1971-2000, la température annuelle moyenne est de 9,9 °C, avec une amplitude thermique annuelle de 17,2 °C. Le cumul annuel moyen de précipitations est de 1 302 mm, avec 13,2 jours de précipitations en janvier et 10,6 jours en juillet. Pour la période 1991-2020, la température moyenne annuelle observée sur la station météorologique de Météo-France la plus proche, « Villersexel Sa », sur la commune de Villersexel à 6 km à vol d'oiseau, est de 10,8 °C et le cumul annuel moyen de précipitations est de 1 037,9 mm. 
La température maximale relevée sur cette station est de 38,4 °C, atteinte le 8 août 2003 ; la température minimale est de −19,4 °C, atteinte le 20 décembre 2009,,.
Les paramètres climatiques de la commune ont été estimés pour le milieu du siècle (2041-2070) selon différents scénarios d'émission de gaz à effet de serre à partir des nouvelles projections climatiques de référence DRIAS-2020. Ils sont consultables sur un site dédié publié par Météo-France en novembre 2022.

## Urbanisme

### Typologie
Au 1er janvier 2024, Abbenans est catégorisée commune rurale à habitat dispersé, selon la nouvelle grille communale de densité à 7 niveaux définie par l'Insee en 2022.
Elle est située hors unité urbaine et hors attraction des villes,.

### Occupation des sols
L'occupation des sols de la commune, telle qu'elle ressort de la base de données européenne d’occupation biophysique des sols Corine Land Cover (CLC), est marquée par l'importance des forêts et milieux semi-naturels (49,1 % en 2018), une proportion identique à celle de 1990 (49,1 %). La répartition détaillée en 2018 est la suivante : 
forêts (49,1 %), prairies (23,1 %), zones agricoles hétérogènes (20 %), cultures permanentes (5,2 %), zones urbanisées (2,6 %). L'évolution de l’occupation des sols de la commune et de ses infrastructures peut être observée sur les différentes représentations cartographiques du territoire : la carte de Cassini (XVIIIe siècle), la carte d'état-major (1820-1866) et les cartes ou photos aériennes de l'IGN pour la période actuelle (1950 à aujourd'hui).

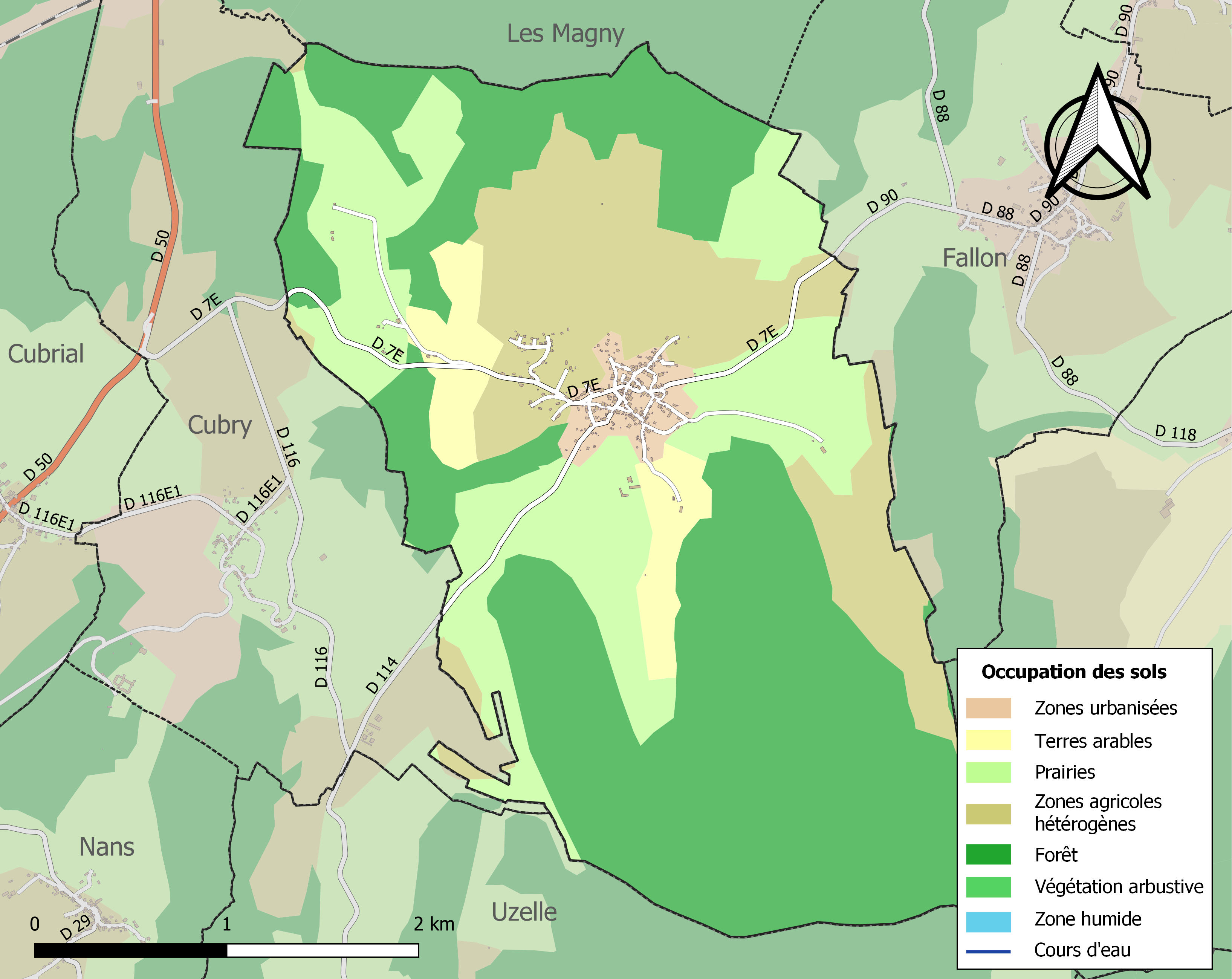
Carte des infrastructures et de l'occupation des sols de la commune en 2018 (CLC).

## Toponymie
Abbanans en 1143 ; Habenans ou Abenans en 1255 ; Abbenans en 1350 ; Abenans en 1424 et 1451 ; Abbenans depuis le XVIe siècle.
Formation médiévale de type germanique en -ing(en), romanisée en -ingos qui correspond à l'établissement de Francs plus ou moins romanisés, le premier élément du nom de lieu est généralement un nom de personne germanique, ici Abba au cas régime.

## Histoire

### Du Moyen Âge à la Révolution française
Le village d'Abbenans est cité pour la première fois en 1143 dans une bulle de Céléstin II pour Baume-les-Dames.
Sans autre agglomération voisine immédiate, hormis Fallon avec qui il eut communauté paroissiale, Abbenans apparait dès le Moyen Âge en tant que petite seigneurie dépendant de celle de Villersexel. Clémence, fille d'Aymon de Faucogney, seigneur de Villersexel, en aurait apporté une part à son époux Étienne, sire d'Oiselay. Celui-ci, en 1255, prit l'engagement de ne pas y élever de forteresse sans le consentement des comtes palatins Hugues et Alix : « lor avons promis que li diz sires d'Oiseler ne suy hoir ne feront chestel ne forterace à Habenans, ne el terretoire de Abenans... ».
Les droits des comtes palatins échurent apparemment à Renaud de Montbéliard, car en 1337, Aymon, seigneur de Villersexel, reprit d'Henri de Montbéliard, à cause d'Agnès sa femme, le fief d'Abbenans. En 1406, c'est le four d'Abbenans et le moulin Cromay qui sont rachetés par le seigneur de Villersexel. Lorsqu'il est question pour les habitants de leur affranchissement par François de la Palud, seigneur de Villersexel, le 31 décembre 1447, pour la somme de « neuf vingt francs », il semble que ce soit là la confirmation d'un affranchissement bien antérieur.
D'autres familles seigneuriales sont citées comme ayant quelques possessions au village ; ainsi les Nans, en 1388 ; les Fallon et Accolans pour les seigneurs de Neuchâtel tout au long des XIVe et XVe siècles ; le prieuré de Marast, qui se voit confirmé dans ses droits seigneuriaux au village en 1603. La seigneurie d'Abbenans sera réunifiée au XVIe siècle, au profit des seuls seigneurs de Villersexel qui sont alors les La Palud, puis les Rye. Dame Claude de Rye, comtesse de Varax, est dite dame d'Abbenans en 1551. À partir de 1669 et jusqu'à la Révolution Française, c'est la famille de Grammont qui possède la seigneurie.
Vols dans les bois du seigneur, dégâts causés par les bestiaux, non-respect de la mainmorte... autant de procès qui émaillent les relations des habitants avec leurs maîtres au cours des siècles ; ainsi, en 1720, les sujets du seigneur doivent lui verser 3 000 livres d'amendes au château de Villersexel. À la veille de la Révolution, en 1789, Abbenans comme les autres villages rédige son cahier de doléances. Celui-ci aujourd'hui est souvent donné comme le cahier-type dans le bailliage d'Amont ; en fait, il est assez semblable aux autres et n'est cité que parce qu'Abbenans était la première commune par ordre alphabétique de ce bailliage.
Les guerres et spécialement celle des « Suédois » sont de triste mémoire dans la région. Une relation du 7 janvier 1637 nous donne un faible aperçu de ce que fut l'épisode comtois (1635-1644) de la guerre de Trente Ans. Abbenans eut beaucoup à souffrir des troupes tant ennemies qu'alliées : « Les soldats du colonel Maillard qui avaient pris leurs quartiers à Abbenans, avaient si extrêmement maltraité les habitants, tourmenté et battu, qu'ils étaient contraints d’abandonner leurs maisons. Les soldats prirent toutes les armes des habitants qui auparavant s'étaient retirés de la tour de leur église et les rompirent. Et après qu'ils eurent ruiné le village, ils contraignirent les habitants à leur donner de l'argent au point qu'ils furent contraints d'emprunter de fortes sommes ».

### Époque contemporaine
Une mine de houille est attestée le 24 mai 1773 sur le territoire communal, elle préfigure l'exploitation de Mélecey.
Les années 1816-1817, qui suivirent l'occupation des Autrichiens, furent aussi très dures pour le village. Aux méfaits de cette occupation s'ajoutaient la faim, que les intempéries favorisèrent, le brigandage et l'impuissance de l'Administration. Ce fut la course au pain. À Abbenans, une douzaine d'individus auraient le projet de former un corps de 700 hommes en vue d'un pillage général ; ils réclamaient la baisse du prix du blé et invoquaient le nom de Bonaparte « à la rencontre duquel il fallait se rendre, car il arrivait avec une immense flotte chargée de blé et de soldats ». Un projet de pillage du château de Bournel, à Cubry, fut éventé, les huit instigateurs furent arrêtés et condamnés à cinq ans de travaux forcés.
Le 6 novembre 1870, les Prussiens arrivent à Villersexel. Les hostilités débutèrent le 9 janvier 1871 au matin à l'arrivée des troupes françaises, mais ces dernières durent très vite se replier, notamment en direction d'Abbenans, qui devint un de leurs quartiers généraux. Le froid était vif et la neige haute, la ravitaillement insuffisant, d'autant qu'il y avait au village beaucoup de réfugiés de Villersexel. Après la défaite de l'armée française devant Héricourt, ce fut le passage incessant des fuyards, la débandade de l'armée de Charles-Denis Bourbaki.

## Politique et administration

### Liste des maires

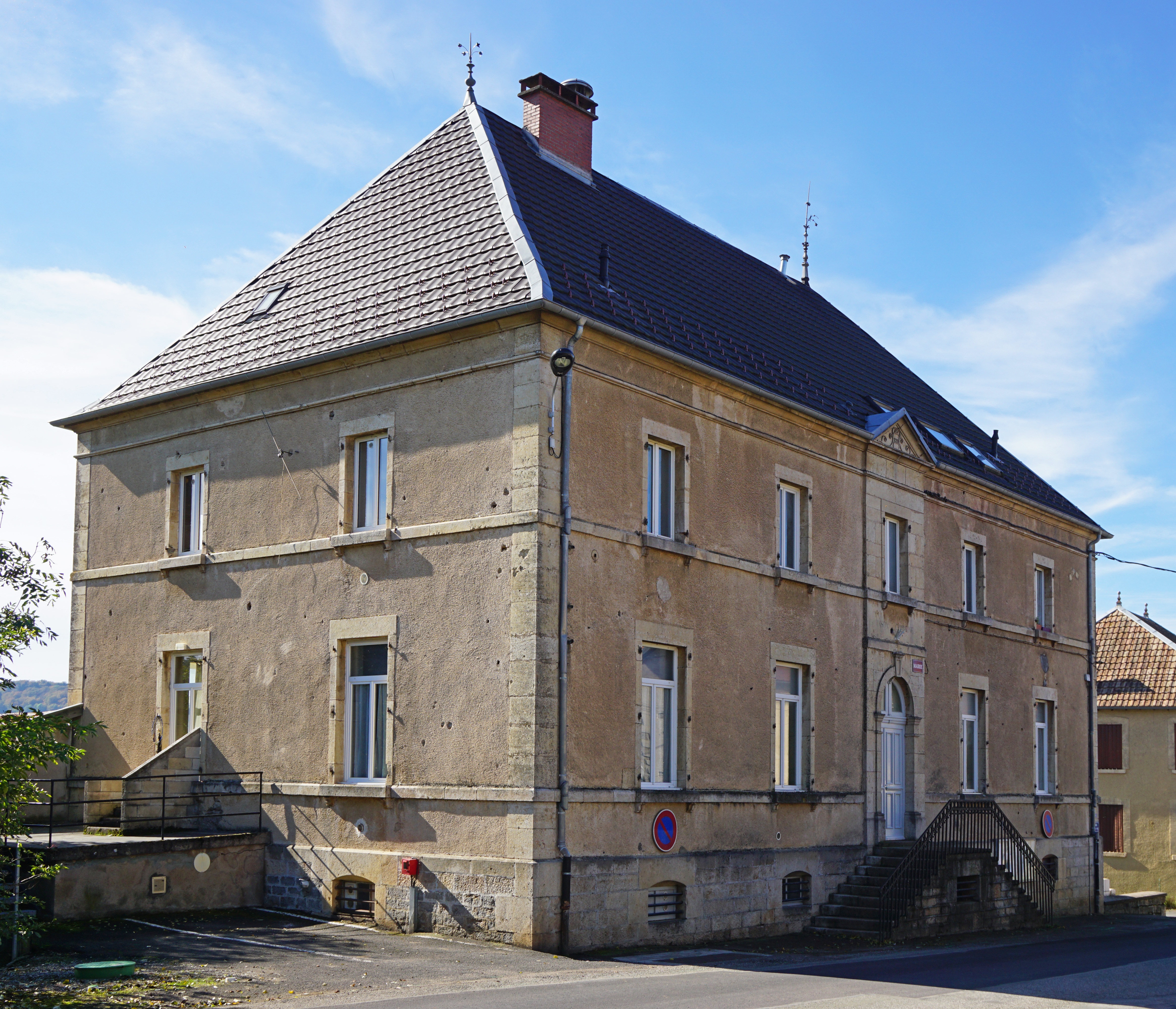
La mairie.

| Période    | Période  | Identité          | Étiquette | Qualité  |
| ---------- | -------- | ----------------- | --------- | -------- |
| avant 1981 | ?        | Jean Aires        | DVG       |          |
| 1995       | 2008     | Christian Mercier | UDF       |          |
| 2008       | 2014     | Marcel Parisot    |           |          |
| 2014       | 2020     | Victor Zuan       | SE        | Retraité |
| 2020       | En cours | Victorio Zuan     |           |          |

### Tendances politiques et résultats
Lors des élections européennes de 2019, le taux de participation d’Abbenans est supérieur au taux de participation national (56,58 % contre 50,12 %). La liste du Rassemblement national arrive en tête avec 43,45 % des suffrages exprimés contre 23,31 % au niveau national. La liste de La République en Marche obtient un score inférieur à son score national (11,03 % contre 22,41 %). La liste d’Europe-Écologie-Les Verts y réalise un score de 10,34 %, soit moins qu’au niveau national (13,48 %). La liste Parti Socialiste-Place Publique obtient 6,90 % des voix contre 6,13 % au niveau national. Les autres listes obtiennent des scores inférieurs à 5 %.
Le résultat de l'élection présidentielle de 2012 dans cette commune est le suivant :
| Candidat       | Candidat                    | Premier tour | Premier tour | Second tour | Second tour |
| Candidat       | Candidat                    | Voix         | %            | Voix        | %           |
| -------------- | --------------------------- | ------------ | ------------ | ----------- | ----------- |
|                | Eva Joly (EÉLV)             | 4            | 1,75         |             |             |
|                | Marine Le Pen (FN)          | 80           | 35,09        |             |             |
|                | Nicolas Sarkozy (UMP)       | 25           | 10,96        | 61          | 31,12       |
|                | Jean-Luc Mélenchon (FG)     | 32           | 14,04        |             |             |
|                | Philippe Poutou (NPA)       | 3            | 1,32         |             |             |
|                | Nathalie Arthaud (LO)       | 4            | 1,75         |             |             |
|                | Jacques Cheminade (SP)      | 2            | 0,88         |             |             |
|                | François Bayrou (MoDem)     | 11           | 4,82         |             |             |
|                | Nicolas Dupont-Aignan (DLR) | 6            | 2,63         |             |             |
|                | François Hollande (PS)      | 61           | 26,75        | 135         | 68,88       |
|                |                             |              |              |             |             |
| Inscrits       | Inscrits                    | 267          | 100,00       | 267         | 100,00      |
| Abstentions    | Abstentions                 | 38           | 14,23        | 48          | 17,98       |
| Votants        | Votants                     | 229          | 85,77        | 219         | 82,02       |
| Blancs et nuls | Blancs et nuls              | 1            | 0,44         | 23          | 10,50       |
| Exprimés       | Exprimés                    | 228          | 99,56        | 196         | 89,50       |

Le résultat de l'élection présidentielle de 2017 dans cette commune est le suivant :
| Candidat    | Candidat                    | Premier tour | Premier tour | Deuxième tour | Deuxième tour |  |
| Candidat    | Candidat                    | %            | Voix         | %             | Voix          |  |
| ----------- | --------------------------- | ------------ | ------------ | ------------- | ------------- |  |
|             | Nicolas Dupont-Aignan (DLF) | 6,19         | 13           |               |               |  |
|             | Marine Le Pen (FN)          | 38,10        | 80           | 49,71         | 87            |  |
|             | Emmanuel Macron (EM)        | 14,76        | 31           | 50,29         | 88            |  |
|             | Benoît Hamon (PS)           | 5,71         | 12           |               |               |  |
|             | Nathalie Arthaud (LO)       | 1,43         | 3            |               |               |  |
|             | Philippe Poutou (NPA)       | 2,38         | 5            |               |               |  |
|             | Jacques Cheminade (SP)      | 0,48         | 1            |               |               |  |
|             | Jean Lassalle (RES)         | 0,48         | 1            |               |               |  |
|             | Jean-Luc Mélenchon (LFI)    | 20,95        | 44           |               |               |  |
|             | François Asselineau (UPR)   | 0,48         | 1            |               |               |  |
|             | François Fillon (LR)        | 9,05         | 19           |               |               |  |
|             |                             |              |              |               |               |  |
| Inscrits    | Inscrits                    | 270          | 100,00       | 270           | 100,00        |  |
| Abstentions | Abstentions                 | 51           | 18,89        | 66            | 24,44         |  |
| Votants     | Votants                     | 219          | 81,11        | 204           | 75,56         |  |
| Blancs      | Blancs                      | 8            | 3,65         | 18            | 8,82          |  |
| Nuls        | Nuls                        | 1            | 0,46         | 11            | 5,39          |  |
| Exprimés    | Exprimés                    | 210          | 95,89        | 175           | 85,78         |  |

## Démographie
Les habitants sont appelés les Abbenanais.
L'évolution du nombre d'habitants est connue à travers les recensements de la population effectués dans la commune depuis 1793. Pour les communes de moins de 10 000 habitants, une enquête de recensement portant sur toute la population est réalisée tous les cinq ans, les populations de référence des années intermédiaires étant quant à elles estimées par interpolation ou extrapolation. Pour la commune, le premier recensement exhaustif entrant dans le cadre du nouveau dispositif a été réalisé en 2004.

En 2022, la commune comptait 321 habitants, en évolution de −8,81 % par rapport à 2016 (Doubs : +1,88 %, France hors Mayotte : +2,11 %).
| 1793 | 1800 | 1806 | 1821 | 1831 | 1836  | 1841  | 1846  | 1851 |
| ---- | ---- | ---- | ---- | ---- | ----- | ----- | ----- | ---- |
| 699  | 670  | 817  | 821  | 943  | 1 005 | 1 063 | 1 014 | 957  |

| 1856 | 1861 | 1866 | 1872 | 1876 | 1881 | 1886 | 1891 | 1896 |
| ---- | ---- | ---- | ---- | ---- | ---- | ---- | ---- | ---- |
| 824  | 866  | 866  | 709  | 690  | 675  | 591  | 545  | 513  |

| 1901 | 1906 | 1911 | 1921 | 1926 | 1931 | 1936 | 1946 | 1954 |
| ---- | ---- | ---- | ---- | ---- | ---- | ---- | ---- | ---- |
| 457  | 439  | 386  | 356  | 317  | 302  | 269  | 266  | 296  |

| 1962 | 1968 | 1975 | 1982 | 1990 | 1999 | 2004 | 2006 | 2009 |
| ---- | ---- | ---- | ---- | ---- | ---- | ---- | ---- | ---- |
| 331  | 324  | 377  | 403  | 353  | 370  | 347  | 349  | 361  |

| 2014 | 2019 | 2022 | - | - | - | - | - | - |
| ---- | ---- | ---- | - | - | - | - | - | - |
| 352  | 323  | 321  | - | - | - | - | - | - |

## Culture locale et patrimoine

### Lieux et monuments
- L'église d'Abbenans est sous le vocable de saint Ermenfroi. Citée en 1143 et rebâtie en 1405, elle fut reconstruite en 1730 dans son état actuel, dans un style néo-grec.

L'église.
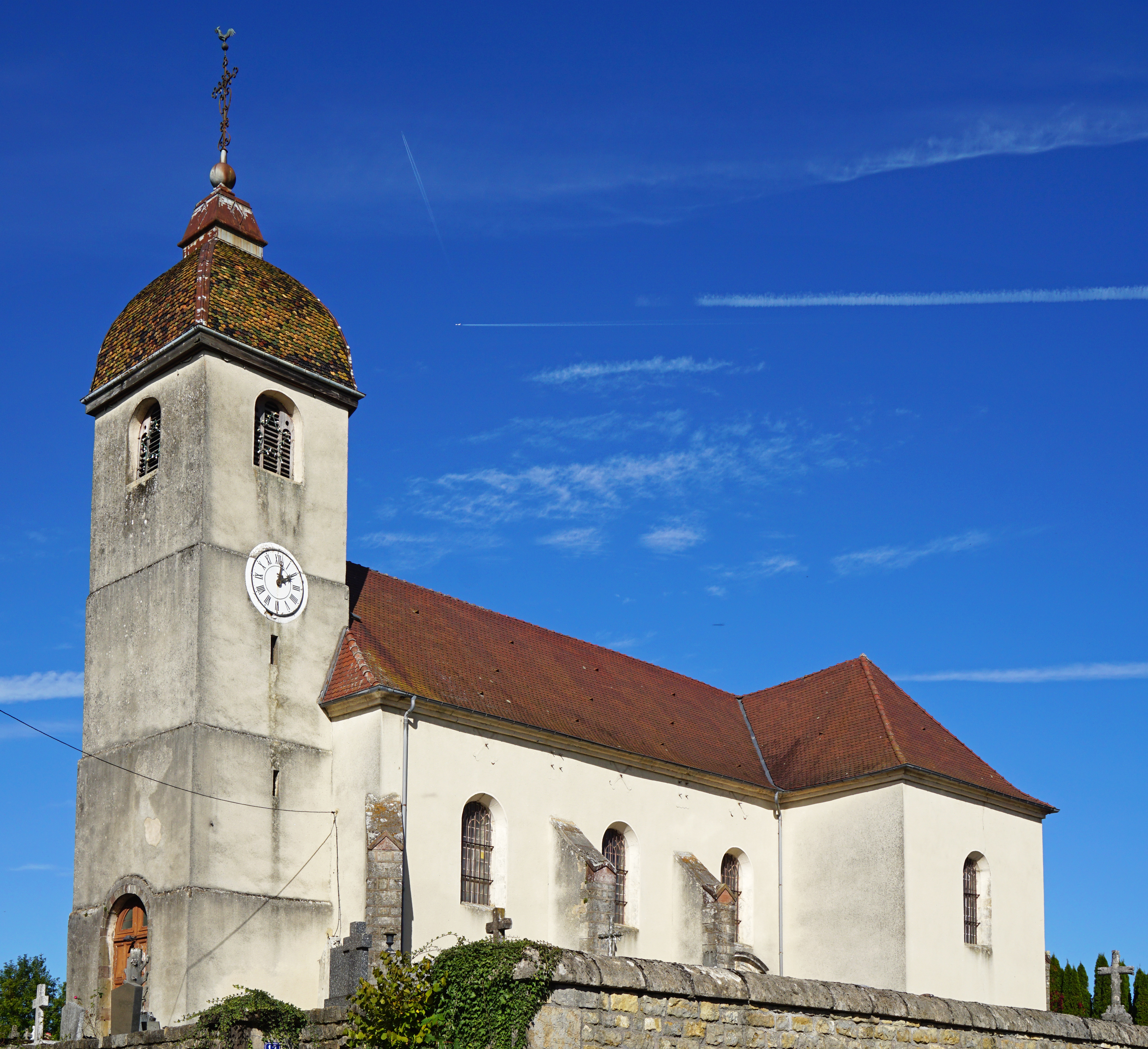
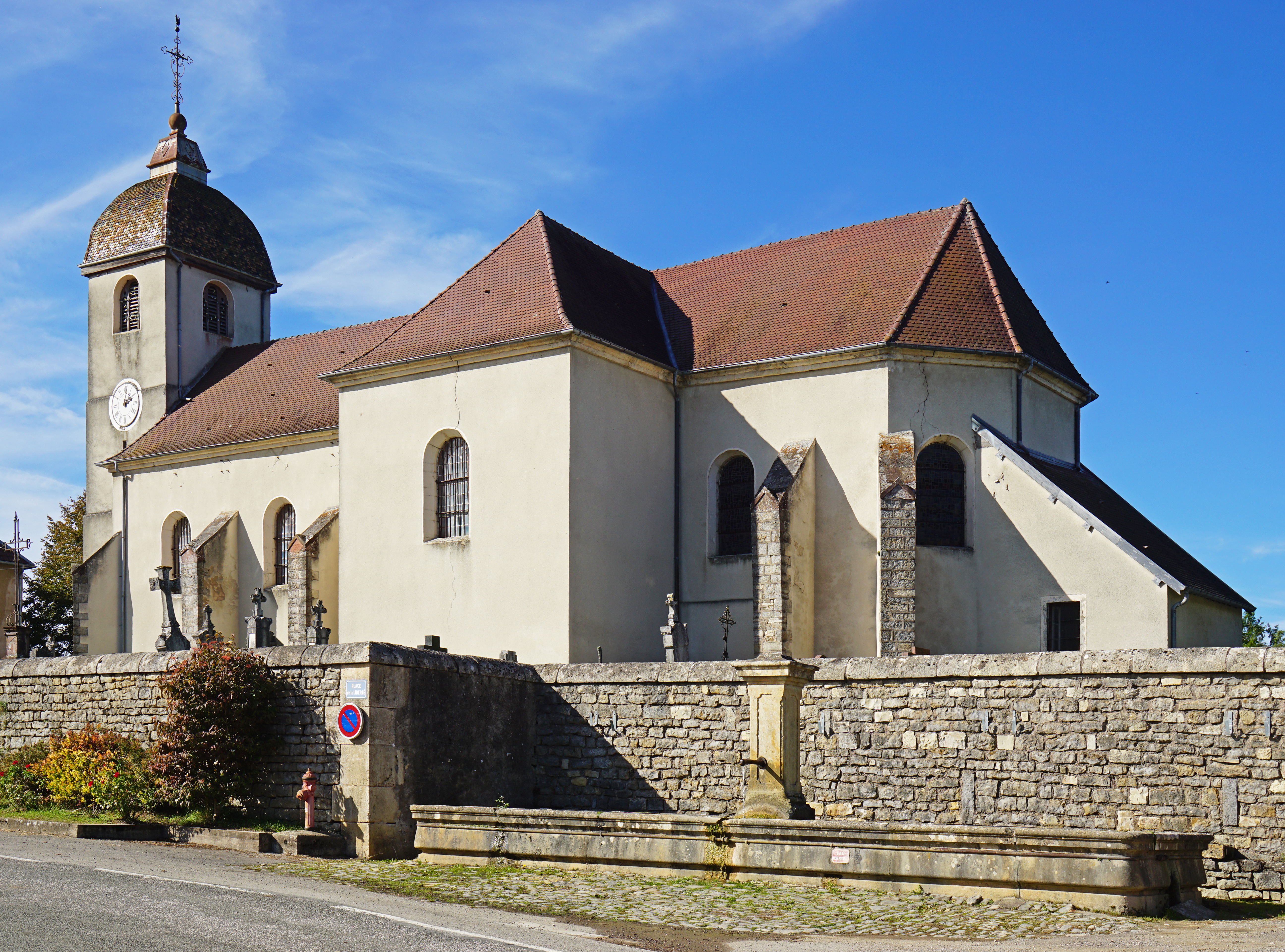
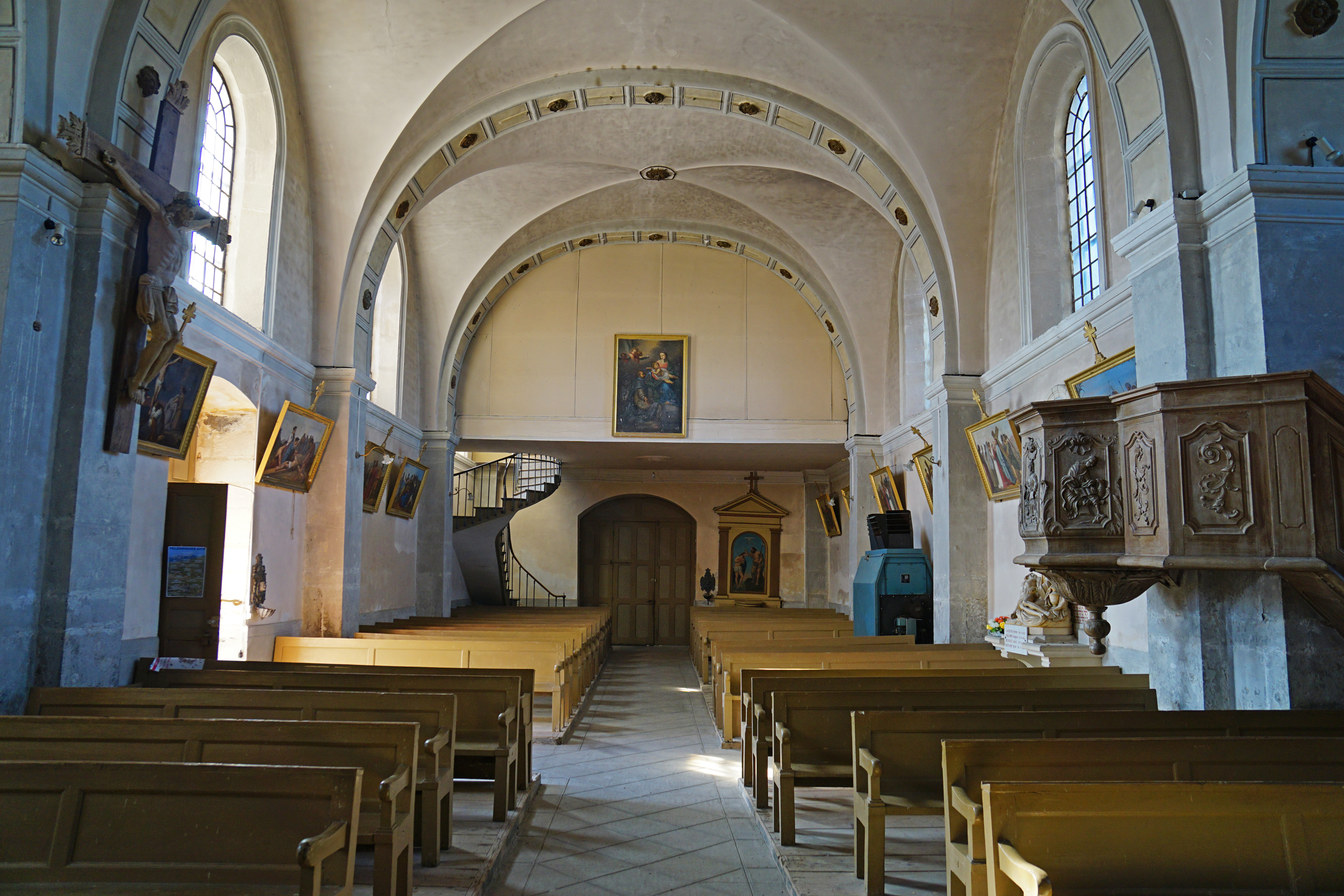
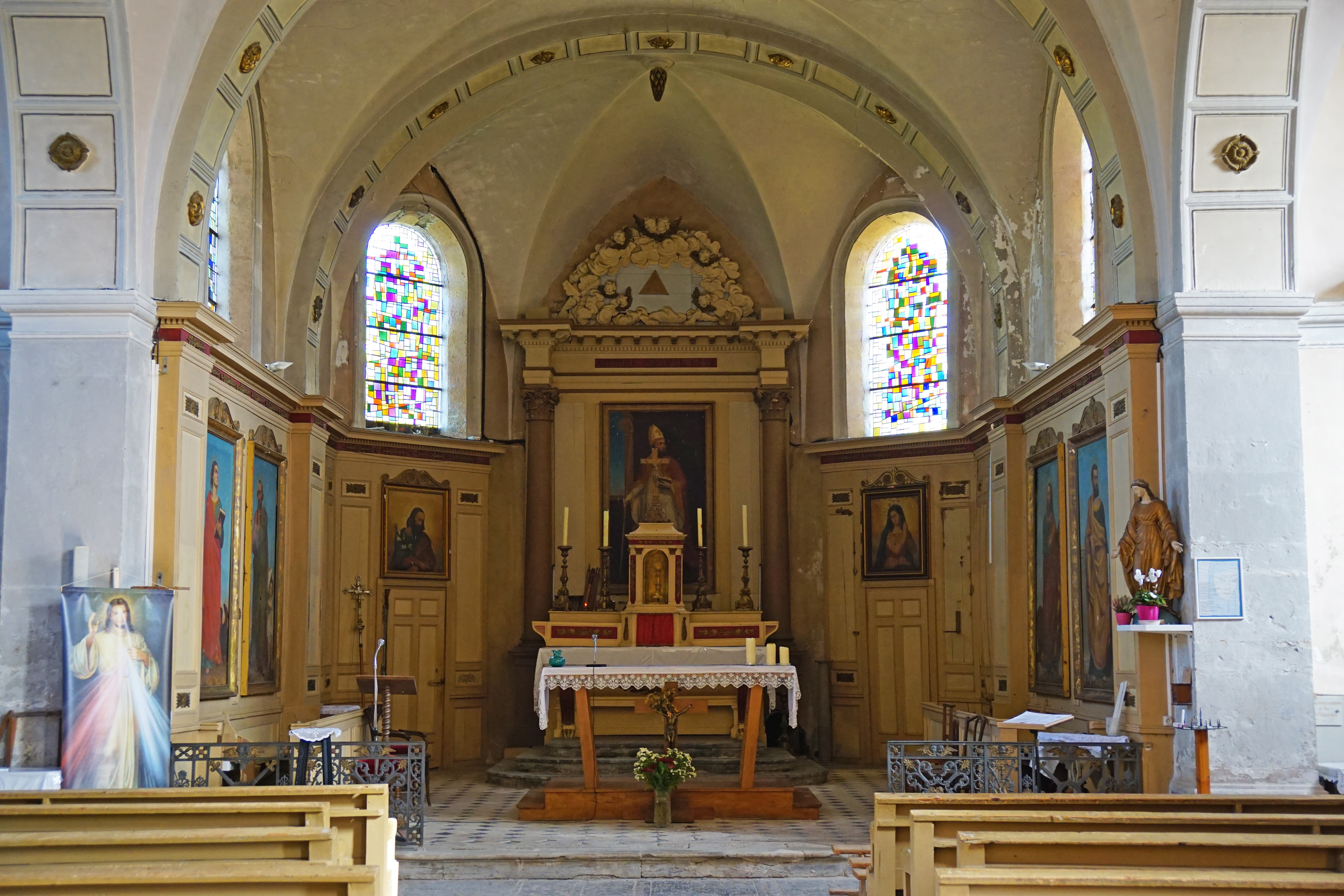
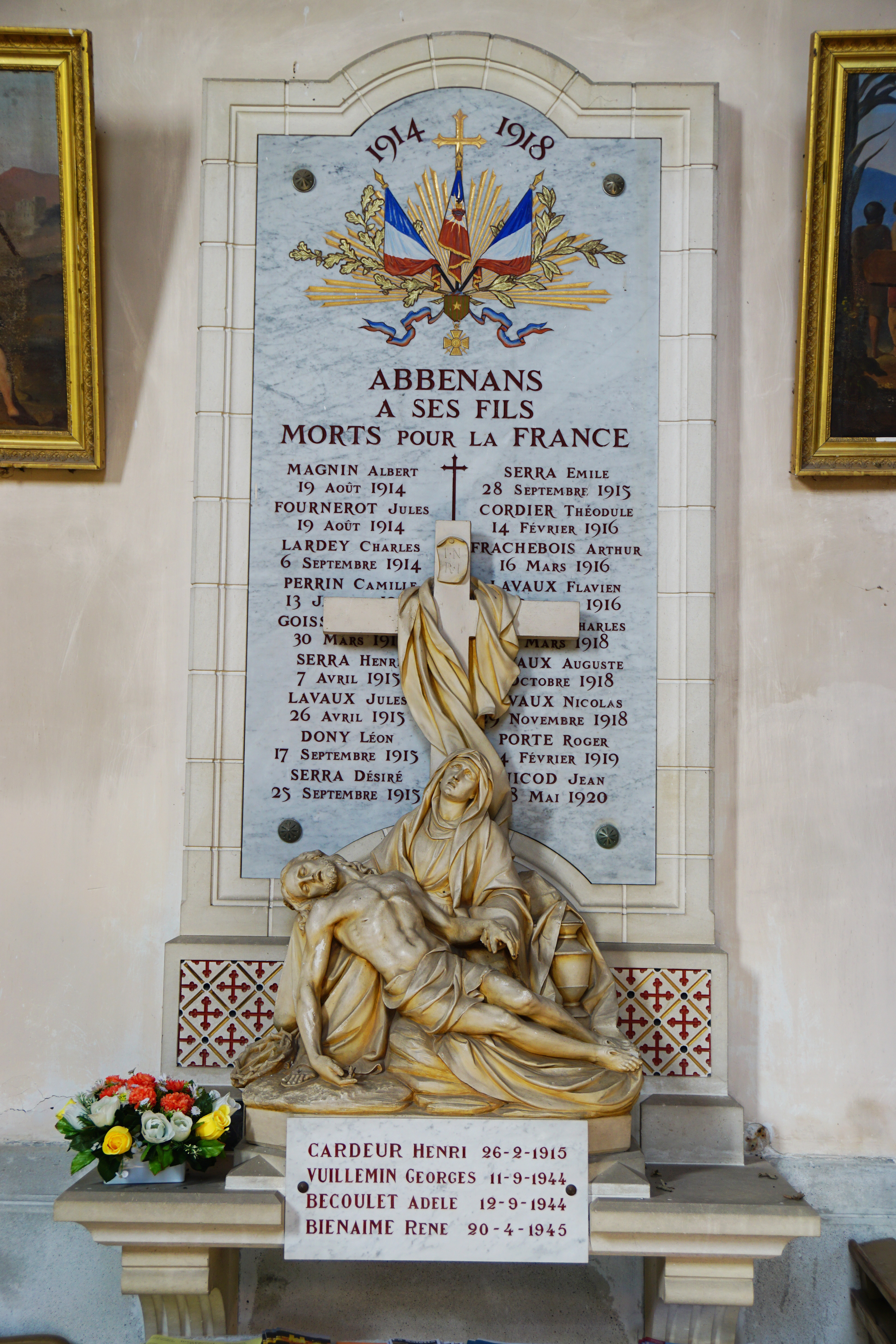

- Les fontaines : du Breuzato, de Beline, lavoir fleuri, en contrebas de l'église.
- La chapelle de Bonne Fontaine située au Bois de la Côte de Fer.
- Monument aux morts.
- Mairie. Elle a été construite en 1884.

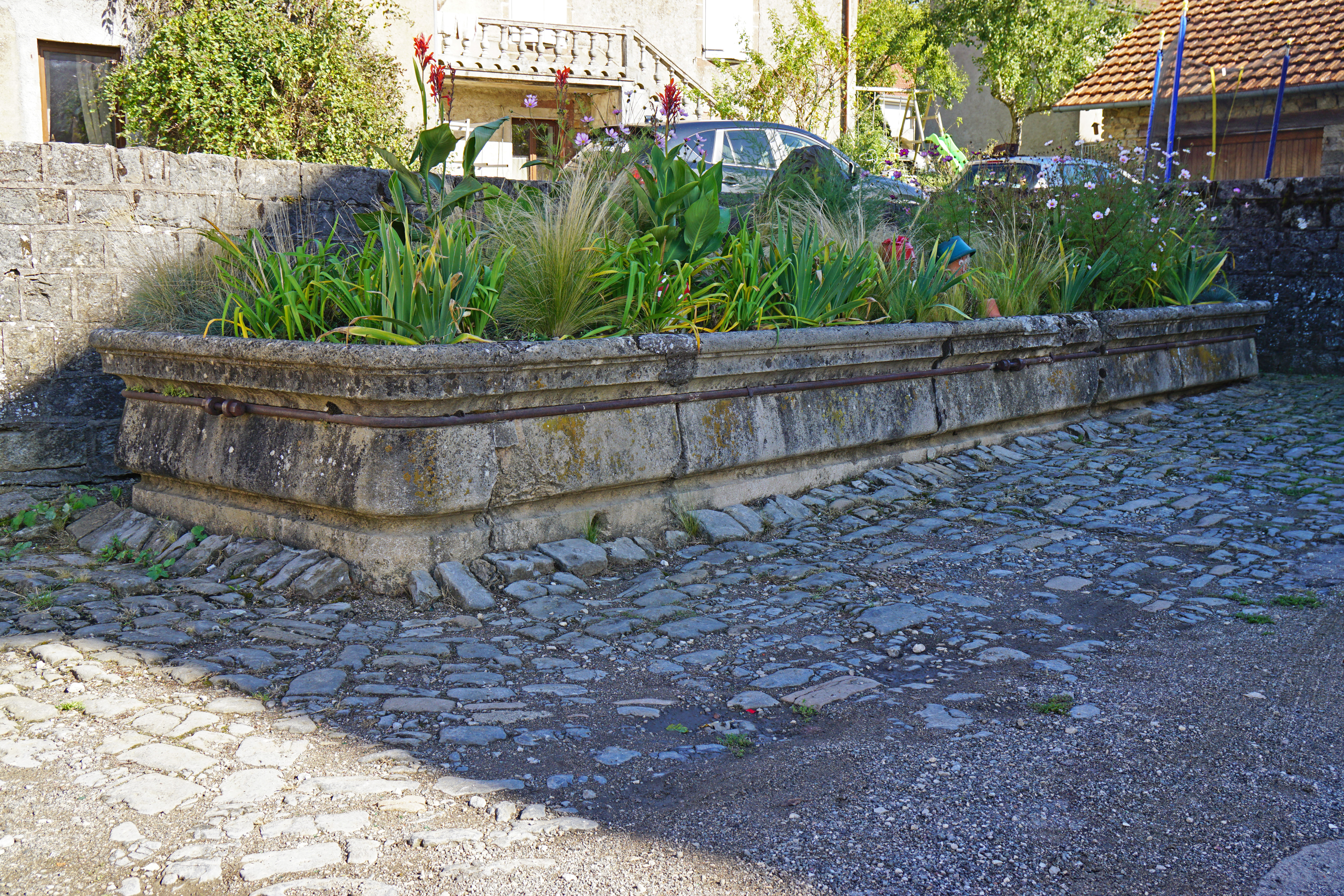
Ancienne fontaine.
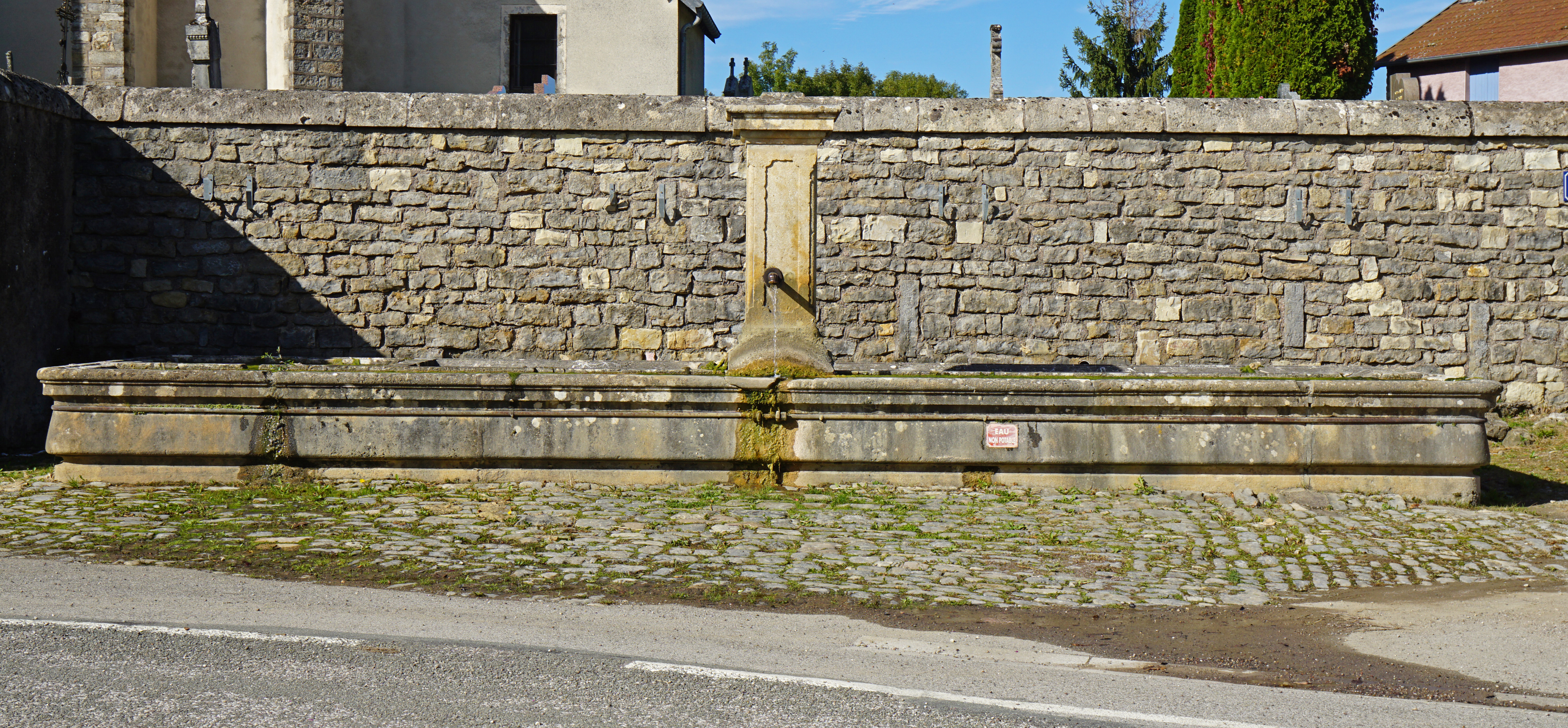
La fontaine de l'église.
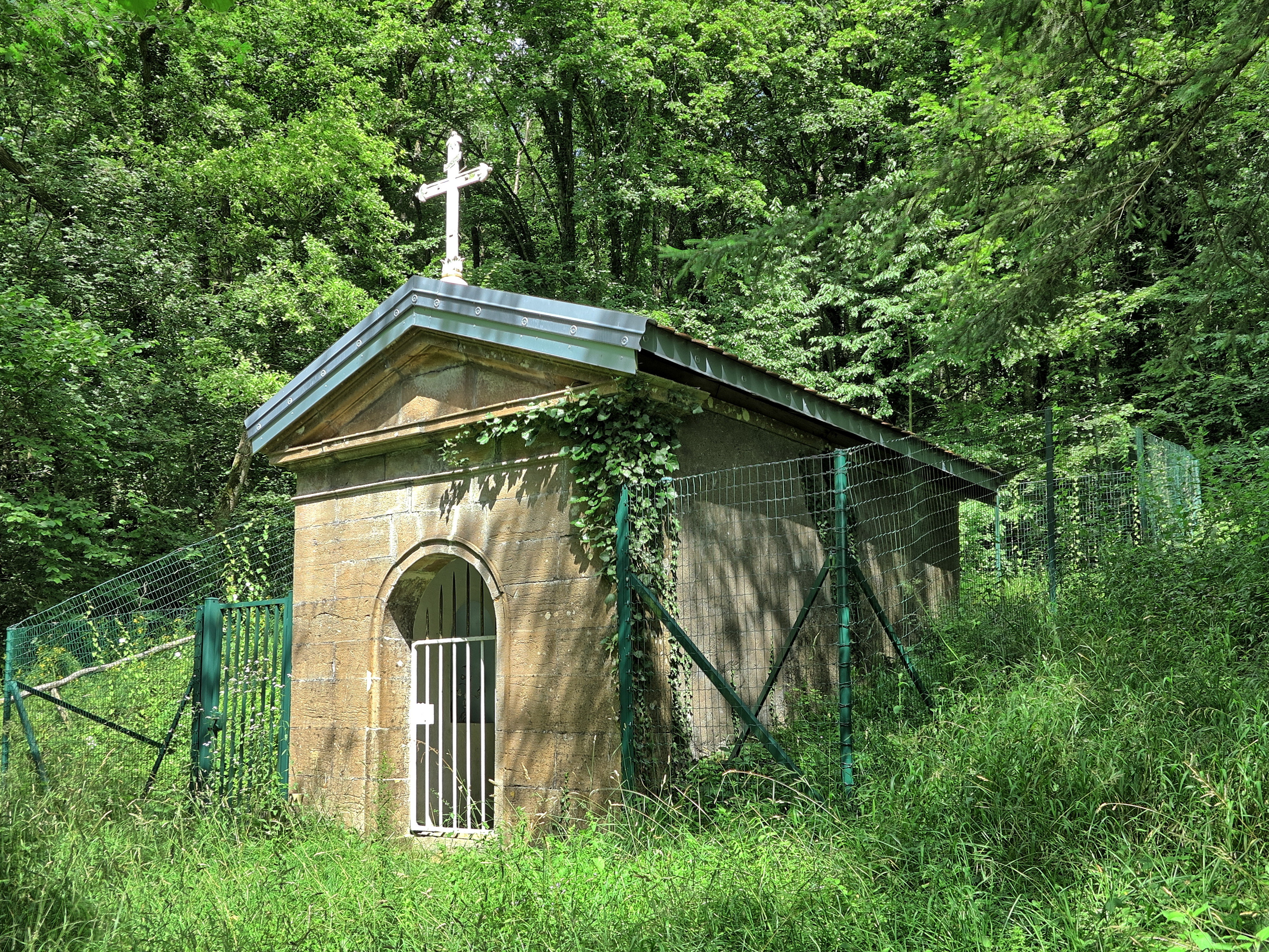
La chapelle de Bonne Fontaine.
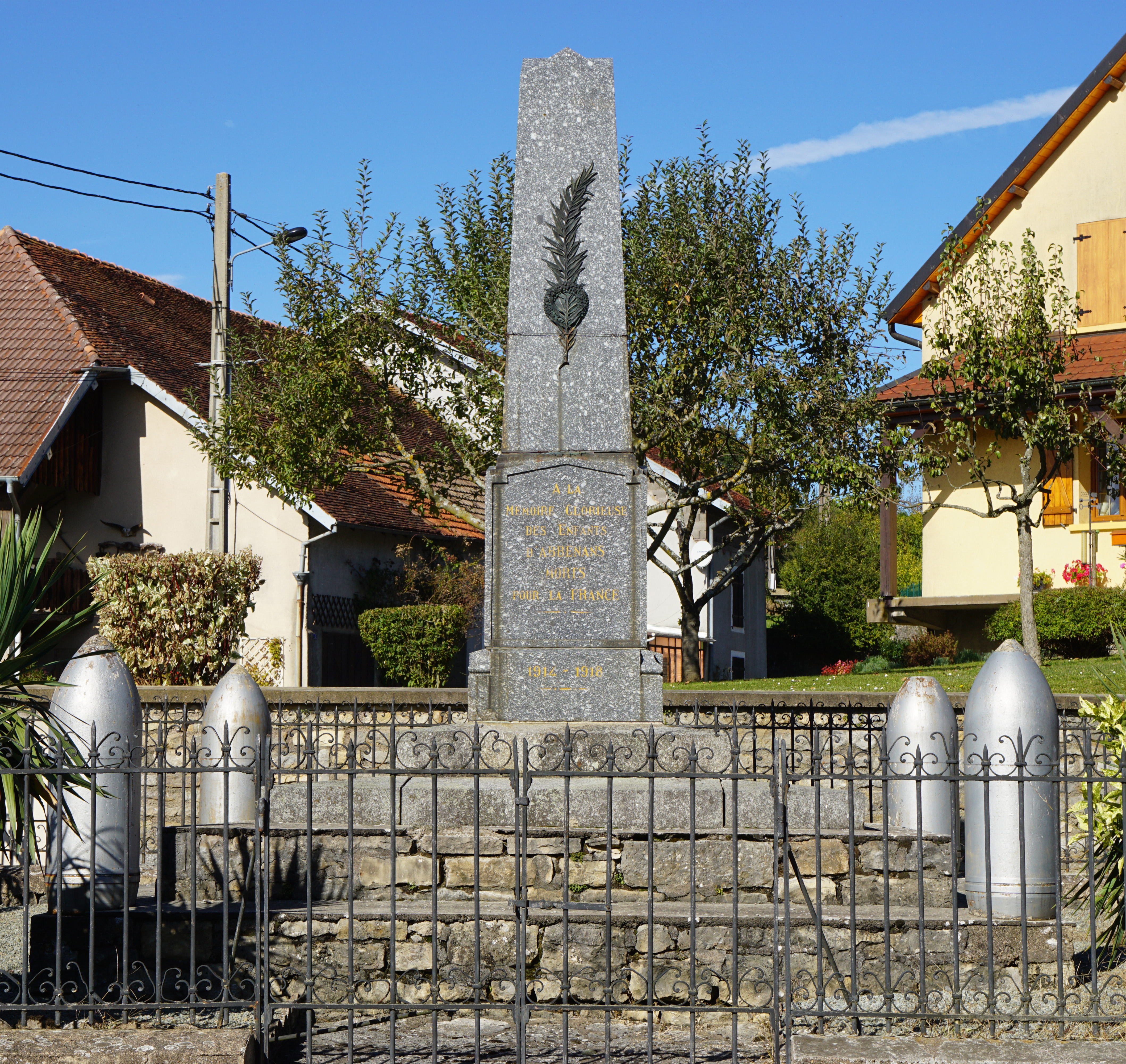
Monument aux morts.

### Personnalités liées à la commune
- Pierre-Michel-Dorothée Clerc, premier avocat général près la cour impériale de Besançon, procureur général et homme politique français né en 1762 à Abbenans, mort à Besançon en 1848.
- Pierre Rosset-Cournand (1924-1944), Compagnon de la Libération, inhumé à Abbenans.